# Percile
Percile ist eine Gemeinde in der Metropolitanstadt Rom in der italienischen Region Latium mit 221 Einwohnern (Stand 31. Dezember 2023). Sie liegt 57 km nordöstlich von Rom und 25 km nordöstlich von Tivoli.
|  |

## Geographie
Percile liegt im Naturpark der Monti Lucretili und gehört zur Comunità Montana Valle dell’Aniene.
Nachbargemeinden sind Cineto Romano, Licenza, Mandela, Orvinio (RI), Scandriglia (RI), Vallinfreda.

### Verkehr
Percile ist über die Staatsstraße SS 314 Licinese an die A24 Autostrada dei Parchi von Rom nach Teramo, Auffahrt Mandela-Vicovaro, angebunden.

## Bevölkerungsentwicklung
| Jahr      | 1881 | 1901 | 1921 | 1936 | 1951 | 1971 | 1991 | 2001 |
| Einwohner | 1065 | 1202 | 1134 | 749  | 556  | 356  | 271  | 216  |

Quelle: ISTAT

## Politik
Vittorio Cola (Lista Civica: Percile Per Percile) wurde am 5. Juni 2016 zum Bürgermeister wiedergewählt.